# Dambořice
Dambořice (in tedesco Damborschitz) è un comune della Repubblica Ceca facente parte del distretto di Hodonín, in Moravia Meridionale.